# João Fragoso

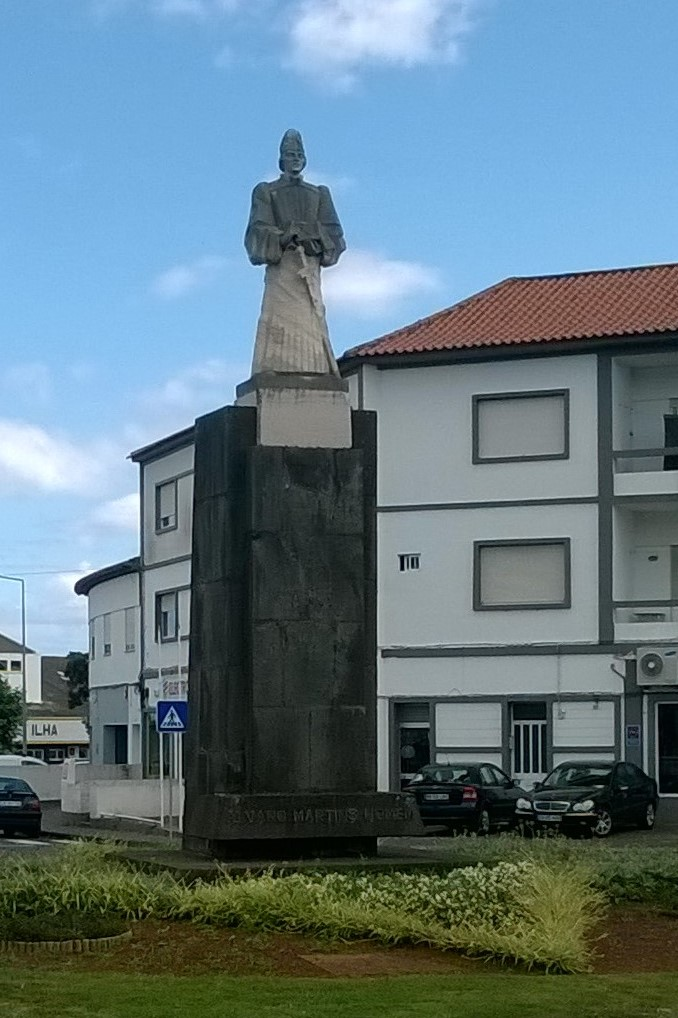
Estátua de Álvaro Martins Homem (Angra do Heroísmo, 1960), obra do mestre João Fragoso.

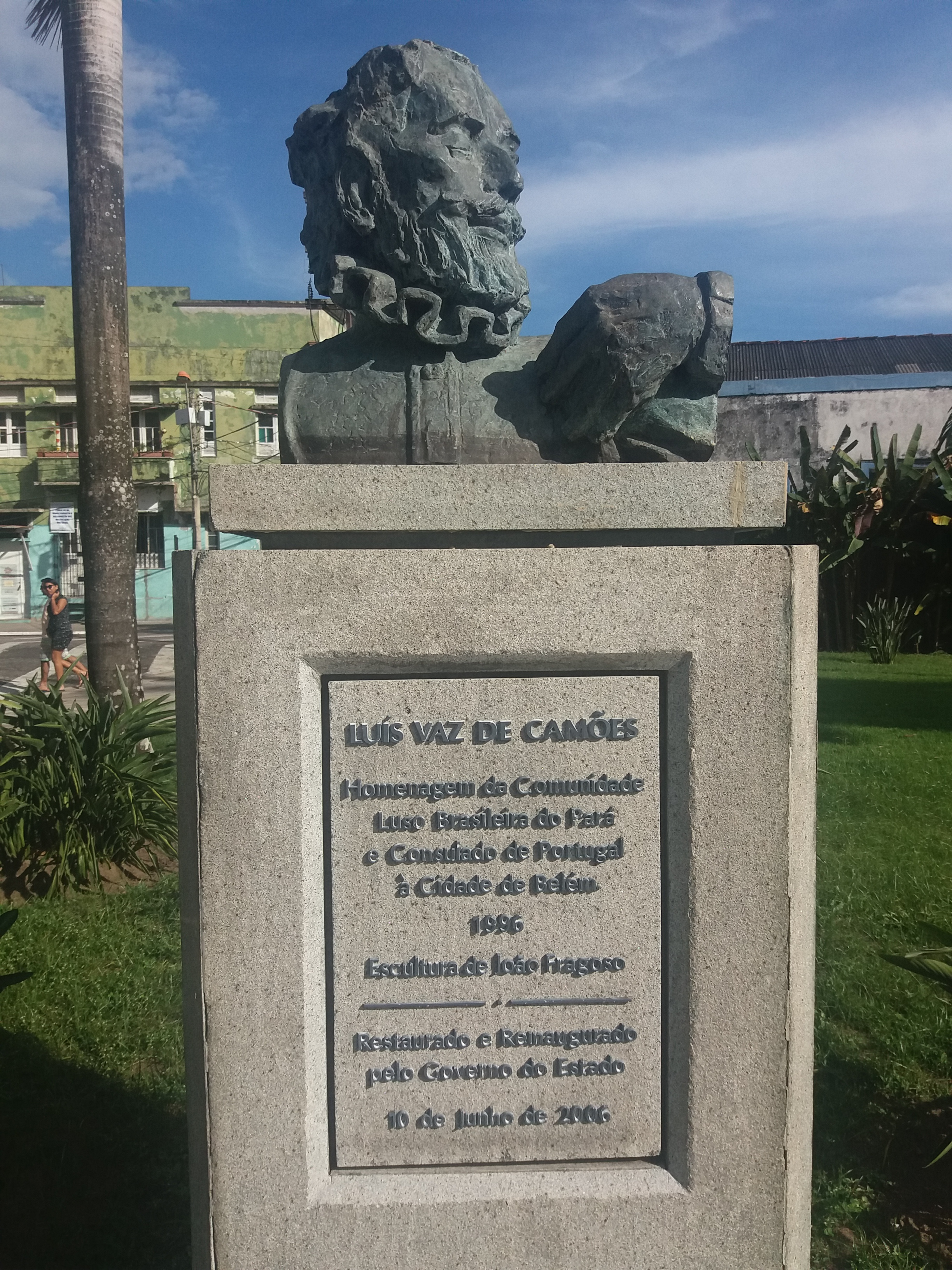
Busto de Camões em Belém (Pará).

João Fragoso (Caldas da Rainha, 27 de abril de 1913 — Lisboa, 28 de dezembro de 2000) foi um escultor e artista plástico que se afirmou como uma das figuras mais representativas da arte portuguesa das últimas décadas do século XX, principalmente na área da escultura. Desenhador hábil, aguarelista vigoroso, ceramista e medalhista notável, escultor e poeta, foi vice-presidente da Sociedade Nacional de Belas-Artes. 
O mestre escultor João Fragoso, como era conhecido, deixou um valioso património artístico, com destaque para o Atelier-Museu João Fragoso, nas Caldas da Rainha. 

## Biografia
- Em 1933, iniciou a frequência da Escola Superior de Belas Artes de Lisboa (ESBAL), onde foi discípulo de José Simões de Almeida (Sobrinho). Em 1936 frequentou a Escola Superior de Belas Artes do Porto (ESBAP), onde foi o último discípulo de Teixeira Lopes.[3]

- No ano de 1940, trabalhou no projeto e decoração da Sala Camões da Exposição do Mundo Português, tendo sido condecorado com o grau de Oficial da Ordem Militar de Cristo pelo seu trabalho.[4]

- Em 1943, defendeu a tese do Curso Superior de Escultura, com a elevada classificação de 19 valores, apresentando uma estátua de São João de Deus, sendo-lhe atribuído pela primeira vez o Prémio Rui Gameiro-Maria Helena.

- No ano de 1944, foi bolseiro do Instituto para a Alta Cultura em Espanha, onde expôs individualmente pela primeira vez em 1945, na galeria do Círculo de Belas Artes de Madrid.

- Em 1947, fundou o primeiro Estúdio-Escola de Cerâmica de Lisboa, que funcionou durante dez anos e que foi a primeira escola devotada ao ensino das artes da cerâmica a funcionar em Portugal.

- Como vice-presidente da Sociedade Nacional de Belas Artes modernizou os seus serviços, criando um curso chamado Desenho Base, que foi o primeiro curso de design a funcionar em Portugal. Mais tarde, em 1970, propôs o movimento sócio-político que ficou conhecido por Lisboa 70.

Depois de ter trabalhado como professor agregado da Escola Superior de Belas-Artes de Lisboa durante anos, foi nomeado professor de Escultura daquela instituição, após prestação de provas públicas.
Foi casado com a ceramista Maria Luísa Fragoso (1917-1985) e depois com a escultora Maria Helena Mendonça.

### Exposições
Participou em inúmeras exposições individuais e coletivas, nas mais variadas áreas artísticas, com obras de escultura, pintura, desenho e cerâmica. De entre essas exposições destacam-se: 
- I Exposição Livre dos Alunos da Escola Superior de Belas-Artes de Lisboa (1934);
- XXXVIII edição da Exposição de Pintura e Desenho Gravura e Escultura de Lisboa (SNBA, 1941);
- Exposicion del Escultor João Fragoso no Circulo de Bellas Artes, Direccion  General de Bellas Artes y El Museo Nacional de Arte Moderno, de Madrid (1946);
- X edição da Exposição de Arte Moderna do SNI (Palácio Foz, Lisboa, 1946);
- 2.ª Exposição do Estúdio-Escola de Cerâmica (Lisboa, 1954);
- I Exposição de Artes Plásticas da Fundação Calouste Gulbenkian realizada na Sociedade Nacional de Belas-Artes de Lisboa (1957);
- Exposição 100 Artistas para un Centenário, Pintura, Escultura e Desenho das Galerias Skira de Madrid (1981), que incluía uma homenagem itinerante a Picasso nas principais cidades de Espanha;
- IV edição da Exposição de Artistas Caldenses do Museu de José Malhoa, Caldas da Rainha (1989);
- 2.ª Bienal de Escultura e Desenho do Atelier-Museu António Duarte, Caldas da Rainha (1987);
- Exposição coletiva Arte e Poesia, do Centro Português de Serigrafia, Lisboa (2005).

### Prémios e Distinções

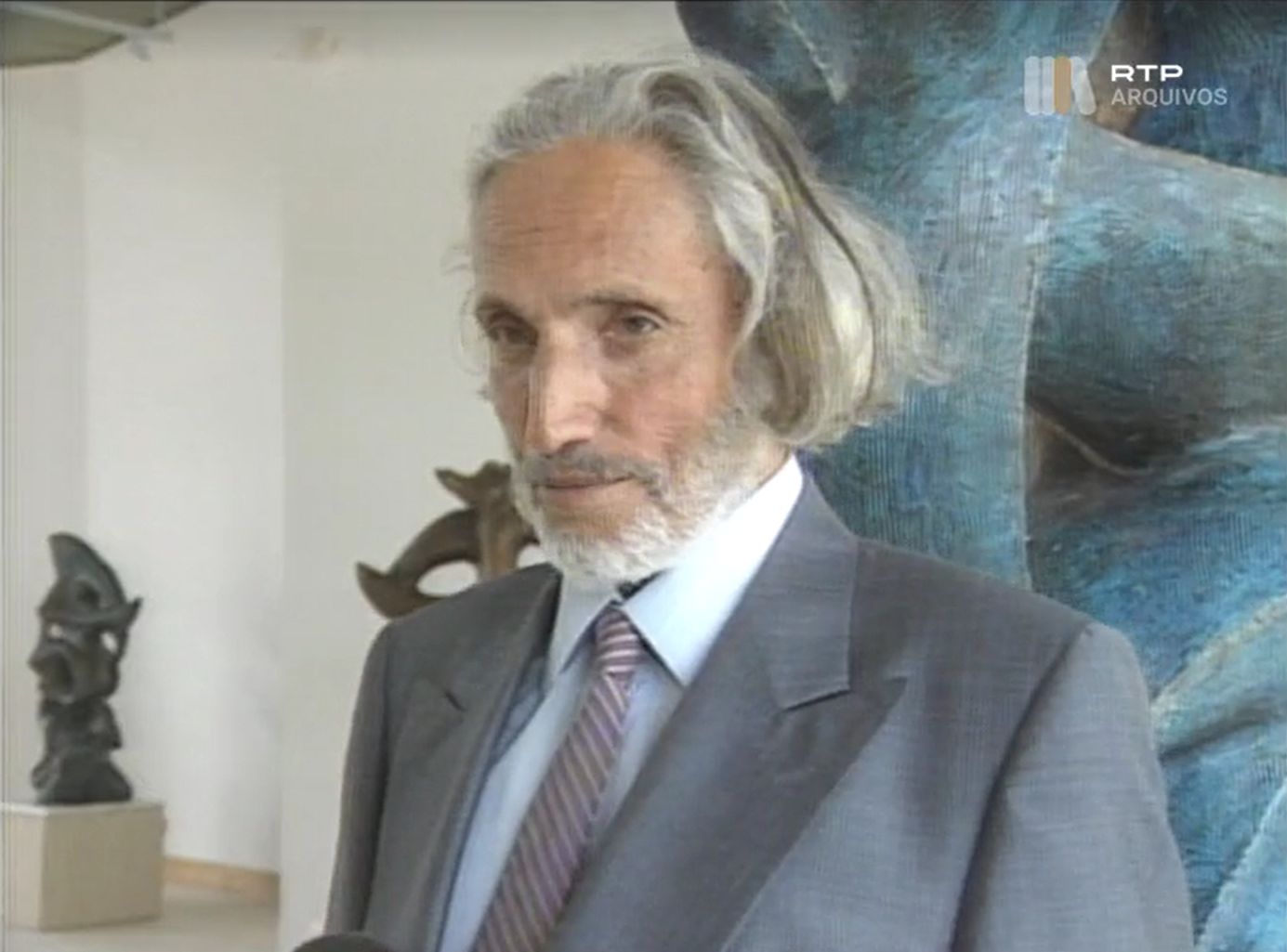
Escultor João Fragoso

Foi condecorado com diversos prémios e distinções e recebeu diversas medalhas de mérito e homenagens variadas, salientando-se:  
- o Prémio Ruy Roque Gameiro – Maria Helena, com o tema São João de Deus;
- o Prémio Nacional de Escultura Mestre Manuel Pereira, aquando da XI Exposição de Arte Moderna do SNI;
- a medalha de bronze na Exposição Internacional de Bruxelas, Bélgica;
- o Prémio de Aquisição na Bienal de Cerâmica de Genebra, Suíça;
- o 1.º Prémio em concurso público para o troféu, medalha e diploma do Prémio Caravela Portuguesa do Fundo de Fomento de Exportação;
- o 1.º Prémio no concurso para os grupos escultóricos da Praça D. João I, no Porto;
- o Prémio de Mérito Absoluto do Ministério do Equipamento Social pelo projeto do Monumento ao 25 de Abril;
- o Prémio anual da Academia Nacional de Belas-Artes Aquisição/1990 (Escultura);
- o 1.º Prémio de desenho na Exposição do Conselho da Europa, em Nice;
- a Medalha de Mérito Municipal (Portugal) – Grau Ouro da Câmara Municipal de Oeiras (Portugal).

É autor do monumento em homenagem a Álvaro Martins Homem, inaugurado a 17 de julho de 1960 na Praça Velha em Angra do Heroísmo e, em 1984, removido e instalado na rotunda das Avenidas Novas, onde se encontra.

O seu trabalho dividiu-se em três grandes fases:
- Fase figurativa (Modernismo) — iniciada em 1938, marca o arranque da atividade profissional de João Fragoso, altura em que trabalhou na Exposição do Mundo Português entre 1938 e 1940, no projeto e decoração da Sala de Camões, pelo que lhe foi conferido o grau de oficial da Ordem Militar de Cristo.[4] Desde logo manifestou apetência para a temática marítima, ora na interpretação de figuras e cenas piscatórias, ora na estatuária de exaltação aos navegadores portugueses, utilizando uma linguagem própria da 2ª geração modernista que era à época o estilo oficial do Estado Novo;
- Fase Mar (Abstração) — nesta fase, iniciada no ano de 1954, João Fragoso inicia um período marcado por uma profunda alteração do seu programa artístico. O contacto com novas correntes estéticas abre horizontes no seu trabalho, impondo mudanças que representam uma emancipação da arte oficial do Estado Novo. Desenvolve uma linguagem dominada pelo abstracionismo e pela evidente influência marítima, que se traduziu na utilização de uma gramática ligada aos barcos, às caravelas, às redes, aos instrumentos náuticos, à flora marítima. Percorre o seu trabalho um sentido nostálgico e mitificado do Mar Português onde funde a harmonia dos volumes, ora com a expressividade texturada das superfícies dos bronzes, ora no tratamento suave da superfície do mármore;
- Fase minimalista (arte conceptual) — o ano de 1959 marca o início de nova viragem nas suas opções estéticas denotando uma sintonização surpreendente com as mais ousadas correntes artísticas internacionais, onde a Arte Conceptual começava a ter presença e voz, sobretudo na América do pós-Guerra. Sem que haja uma ruptura com a fase anterior a nível temático, uma vez que, nas suas construções continua a predominar uma relação íntima com o mar, os métodos e as práticas modificam-se dramaticamente. Aproveita fragmentos de madeira, cordas, ou metais, provindos de naufrágios para realizar as suas assemblages, compondo esculturas que se destacam pela sua aproximação à Arte Povera italiana. Recolhe também seixos nas praias que utiliza em peças de grande depuração formal e onde existe uma grande contenção na forma como as manipula, preferindo a composição de esculturas fragmentadas ou organizações espaciais que se aproximam do que hoje designamos de instalações.[6]

## Publicações
- Atelier - Museu João Fragoso. Caldas da Rainha: Centro de Artes / CMCR, [s. d.].